# Antonie Frans Monna
Antonie Frans Monna (* 10. März 1909 in Den Haag; † 7. Oktober 1995 in De Bilt bei Utrecht) war ein niederländischer Mathematiker und Mathematikhistoriker.

## Leben
Monna studierte an der Universität Leiden (Abschluss Doctoraalexamen 1933), unter anderem bei Paul Ehrenfest und Willem van der Woude, und promovierte 1935 bei Johannes Droste über das Dirichlet-Problem (als Buch 1935 in Den Haag erschienen „Het probleem van Dirichlet“), wobei wesentliche Anregungen aus dem Studium eines Buches von Jacques Hadamard kamen. Danach unterrichtete er an Gymnasien in Den Haag und Middelburg, arbeitete 1936 in einem Labor für Technische Physik (bei C. Zwikker in Delft) und ab 1937 in der Versicherungswirtschaft (Eerste Nederlandsche Verzekering-Maatschappij), wobei er in Dordrecht arbeitete.
Monna arbeitete ab 1942 für das Erziehungsministerium in Den Haag, bevor er 1961 an die Universität Utrecht ging, wo er 1965 Professor wurde und 1979 emeritierte. Er war in den 1960er Jahren Mitglied des staatlichen niederländischen Komitees zur Modernisierung des Mathematikunterrichts und hatte auf diesem Gebiet schon früh engen Kontakt zu Hans Freudenthal.
Monna befasste sich zunächst mit Potentialtheorie. Er korrespondierte darüber seit 1938 mit Marcel Brelot in Frankreich und kam so früh in Kontakt mit den Ideen von Bourbaki, die auf ihn großen Eindruck machten. Ab den 1940er Jahren beschäftigte er sich auch mit p-adischen Zahlen und p-adischen Banachräumen. 1966 organisierte er mit Tonny Albert Springer die Konferenz Local Fields in Driebergen.
1973 schrieb er eine Geschichte der Funktionalanalysis („Functional analysis in historical perspective“, Utrecht). 1978 publizierte er einen Sammelband über Carl Friedrich Gauß.